# Edgbaston Cricket Ground
 (avril 2025).
L'Edgbaston Cricket Ground ou Edgbaston Stadium est un stade de cricket anglais situé à Birmingham. C'est le stade du Warwickshire County Cricket Club. Il sert également pour les matchs internationaux de l'équipe d'Angleterre de cricket. Il a une capacité d'environ 21 000 spectateurs.
Ouvert en 1882, il a accueilli son premier test en 1902 et son premier One-day International en 1972. Il a accueilli des matchs de la coupe du monde de cricket lors des éditions organisées par l'Angleterre, en 1975, 1979, 1983 et 1999.